# Sanctuaire de faune sauvage des Turtle Islands
Le sanctuaire de faune sauvage des Turtle Islands est une aire protégée englobant la municipalité de Turtle Islands dans la province de Tawi-Tawi, aux Philippines. Elle s’étend sur six îles : Great Bakkungan, Baguan, Boaan, Langaan, Lihiman et Taganak.
D’une superficie totale de 242967 hectares, le sanctuaire est situé entre la mer de Sulu et la mer de Célèbes, à cheval sur la frontière entre la Malaisie et les Philippines. À l’exception des îles inhabitées de Langaan et Baguan, les îles abritent plus de 5000 résidents, Taganak étant l’île principale.

## Contexte
Avec trois îles du pays voisin, la Malaisie, et les eaux coralliennes environnantes, les Turtle Islands sont l’un des rares grands lieux de nidification restants au monde pour les tortues vertes. En 1996, les îles ont été déclarées zone protégée par les gouvernements des Philippines et de la Malaisie, ceci étant le seul moyen de garantir l’existence continue des tortues vertes et de leurs sites de nidification,.
Pour les îles, le gouvernement philippin a décidé de créer des zones de protection spéciales. Seules les activités scientifiques et de conservation de la nature sont autorisées à l’intérieur de ces zones. Dans d’autres zones, certaines règles sont adaptées pour éviter un impact trop important de l’homme sur l’environnement et les tortues. La visite de ces zones n’est possible qu’avec des conseils stricts et sous la supervision des fonctionnaires du gouvernement.
Pour qu’un programme de conservation et de protection soit couronné de succès, le soutien des habitants était très important. La pêche, pour la plupart d’entre eux, est l’activité et la source de revenus la plus importante. La chasse aux tortues de mer et la collecte des œufs de tortues pour se nourrir ont toujours été une source possible de revenus supplémentaires. De fin août à décembre, les tortues viennent par centaines pour creuser dans le sable et y pondre leurs œufs. Le personnel du projet de conservation a réussi à convaincre les habitants de la région de la nécessité de minimiser leurs activités de collecte. Des hommes, des femmes et des enfants de la région sont maintenant impliqués, aidant aux activités de protection.
Le sanctuaire de faune sauvage des Turtle Islands a été déclaré parc national en vertu de la loi de la République n° 11038 (loi de 2018 sur le système national élargi de zones protégées intégrées) signée par le président Rodrigo Duterte en juillet 2018.

## Faune
Le sanctuaire de faune sauvage des Turtle Islands est un lieu de nidification reconnu pour la tortue verte (Chelonia mydas) et la tortue imbriquée (Eretmochelys imbricata), qui sont toutes deux des espèces en voie de disparition. Parmi les îles du sanctuaire, Baguan représente à elle seule environ 63 % de toutes les nidifications de tortues.
Au moins 71 espèces d’oiseaux ont été observées dans la réserve de faune sauvage. Il s’agit notamment du Carpophage de Pickering (Ducula pickeringii), espèce vulnérable, du Petit-duc de Mantanani (Otus mantananensis), espèce presque menacée, et du Mégapode des Philippines (Megapodius cumingii).
La possibilité d’une deuxième espèce de loutre aux Philippines a été soulevée avec l’enregistrement de deux observations (deux adultes et un petit) de loutres dans les Turtle Islands. Les loutres trouvées sur l’île sont très probablement des loutres à pelage lisse, selon les spécialistes des loutres. L’autre espèce que l’on peut trouver aux Philippines est la loutre cendrée, connue localement sous le nom de dungon à Palawan.

## Flore
Très peu de végétation naturelle existe sur les îles, à l’exception de Baguan et Langaan. Baguan se distingue par sa couverture importante de 89 % de forêt, tandis que Langaan présente de plus petites parcelles de forêt. De plus, il existe des zones limitées de forêt sur les falaises rocheuses abruptes de Great Bakkungan et autour des volcans de boue de Lihiman.
Buchanania arborescens est l’espèce la plus couramment rencontrée, suivie des figuiers (Ficus spp.), Lumnitzera littorea, Excoecaria agallocha, Xylocarpus granatum, Xylocarpus moluccensis et Ceriops spp. À Bakkungan et Boaan, Antidesma spp. pousse dans les prairies. De plus, autour du volcan de boue actif sur la partie nord de Lihiman se trouve une plantation de Casuarina equisetifolia.